# Pembrokeshire
Pembrokeshire (valižansko Sir Benfro) je okrožje na jugozahodu Walesa. Na vzhodu meji na Carmarthenshire in na severovzhodu na Ceredigion. Sedež Sveta okrožja Pembrokeshire je v mestu Haverfordwest.
V okrožju je Obalni narodni park Pembrokeshire ( Pembrokeshire Coast National Park), ki je edini obalni narodni park v Združenem kraljestvu in eden od treh narodnih parkov v Walesu, druga dva sta Snowdonia in Brecon Beacons. V preteklih letih so plaže Pembrokeshira dobile številne nagrade, kot je mednarodna nagrada modra zastava (International Blue Flag) in valižanski nagradi zelena obala (Green Coast) in morska obala (Seaside). Leta 2011 je Družba za ohranjanje morja (Marine Conservation Society) priporočala 39 plaž.
Po popisu 2001 je imel Pembrokeshire 114.131 prebivalcev, do popisa leta 2011 pa se je število povečalo na 122.400 ali za 8,2 %. 
Veliko prebivalcev že več stoletij govori angleško. Meja med angleškimi in valižanskimi govorci je znana kot Landsker Line in južni Pembrokeshire se včasih imenuje Mala Anglija v Walesu.

## Geografija
Pembrokeshire je obmorsko okrožje, morje ga omejuje na treh straneh, okrožje Ceredigion na severovzhodu in Carmarthenshire na vzhodu. Lokalno gospodarstvo je v glavnem odvisno od turizma, vendar je kmetijstvo še vedno pomembna dejavnost. Od leta 1950 sta se razvili petrokemična in industrija utekočinjenega zemeljskega plina po plovni poti Milford Haven, estuariju reke Pembroke.
Upravni sedež, zgodovinsko glavno mesto grofije in največje mesto je Haverfordwest. Druga naselja so Pembroke, Pembroke Dock, Milford Haven, Fishguard, Tenby, Saundersfoot, Narberth, Neyland in Newport. St David's na severozahodu grofije je najmanjše mesto Združenega kraljestva, saj v njem živi le 2000 (v letu 2010) prebivalcev. Saundersfoot je največje naselje, v katerem živi več kot 2500 prebivalcev.
Obala okrožja ima mednarodno pomembna gnezdišča morskih ptic, številne zalive in peščene plaže. Pomemben obalni narodni park je Pembrokeshire Coast National Park, ki vključuje tudi 186 milj dolgo pešpot Pembrokeshirska obalna pot (Pembrokeshire Coast Path).  Velik estuarij in naravno pristanišče Milford Haven sega globoko v notranjost in je nastalo ob sotočju zahodnega (ki teče skozi Haverfordwest) in vzhodnega Cleddaua, Cresswella in Carewa. Estuarij premošča 820 m dolg most Cleddau (cestninski most), po katerem poteka cesta A 477 med Neylandom in Pembroke Dockom; mostovi gorvodno prečkajo Cleddau v Haverfordwestu in most Canaston.
Večji zalivi so še Newport Bay, Fishguard Bay, zaliv St. Bride in del zaliva Carmarthen. Ob obali je več manjših otokov, največji so Ramsey, Grassholm, Skomer in Caldey.
V severnem delu je  hribovje Preseli (Mynydd Preseli), široko visoko močvirje z ovčerejo in gozdarstvom, več prazgodovinskimi najdišči in verjetno so bili tu modri kamni (Bluestones), ki so jih uporabljali pri gradnji notranjega kroga Stonehengea v Angliji.  Najvišji hrib je Foel Cwmcerwyn s 536 m in  je tudi najvišji v Pembrokeshiru. Drugje v okrožju večino zemlje uporabljajo za gojenje krav molznic, poljščin, oljno ogrščico in znan pembrokeshirski krompir.
V različnih habitatih, kot so morje, estuarij, starodavni gozdovi, močvirja in kmetijske površine, živijo  različne divje živali. 

## Geologija
Kamnine, ki jih zdaj najdemo v Pembrokeshiru, so nastale pred več kot 290 milijoni let; najmlajše kamnine so iz obdobja karbona in vsebujejo plasti premoga. Mlajše kamnine so se izgubile s poznejšimi geološkimi procesi. Zemljišče današnjega Pembrokeshira je nastalo pred približno 60 milijoni let s kombinacijo dviganja in upadanja morske gladine. Obmorski in celinski klifi, ki so značilnost okrožja, so nastali, ker so  odpornejši proti vremenskim vplivom. Pokrajina se je zelo spreminjala, kar je bila posledica ledenih dob v zadnjih nekaj tisoč letih, zaradi ledeniške vode pa so nastale rečne doline. Pred približno 20.000 leti je ledeni pokrov Irskega morja odlagal glino.  
To ni potresno aktivno območje, a v 19. stoletju so opazili dve obdobji dejavnosti. Leta 1873 je bil dvojni potres (stopnja 4) v zahodnem delu okrožja in več izrazitejših potresov (največja stopnja 7) v šestih dneh avgusta 1892. 
Raznovrstne geološke značilnosti so bile ključni dejavnik pri oblikovanju narodnega parka Pembrokeshire Coast in na več krajih posebnega znanstvenega pomena.

## Zgodovina
Človeška prebivališča so bila že 125.000 in 70.000 pred našim štetjem. Do poznega obdobja rimskega imperija je območje med letoma 350 in 400 naseljevalo znano irsko ljudstvo Déisi, njihovo območje pa je znano kot Demetae. 
V porimskem obdobju se je irsko ljudstvo Déisi združilo z lokalnimi Valižani. Regionalno ime Demetae se je razvilo v Dyfed in neodvisno majhno kraljestvo je živelo, dokler se njegova dedinja Elen leta 904 ni poročila z Valižanom z imenom Hywel Dda.
Držina Hywel je združila Dyfed po materini strani s Seisyllwgom in ustanovila novo kraljestvo Deheubarth. Regijo so napadali uničujoči in neusmiljeni Vikingi ter ustanavljali naselja in trgovske postaje v Haverfordwestu, Fishguardu in na otoku Caldey. 
Dyfed je ostal sestavni del province Deheubarth, vendar so temu nasprotovali prihajajoči Normani in Flemingi med letoma 1067 in 1111. Regija je postala znana kot Pembroke (včasih arhaično Penbroke ). Imenovali so jo po normanskem gradu, zgrajenem v upravni enoti (cantref) Penfro. Toda zaradi sovražnosti avtohtonih valižanskih knezov je bila njihova navzočnost negotova.
Leta 1136 je princ Owain Gwynedd skušal maščevati umor svoje sestre Gwenllian ferch Gruffydd in njenih otrok. Z njenim možem, princem Rhysom, je prišel iz Gwynedda z mogočno vojsko in pri Crugu Mawru blizu Cardigana napadel in premagal normansko-fleminško vojsko s 3000 vojaki. Normani so pobegnili čez most v Cardigan, ki se je zrušil in v reki Teifi so utonili vojaki in konji. Owainov brat Cadwallader se je poročil z de Claresovo hčerjo Alice. Owain je pridružil Deheubarth Gwyneddu in ponovno vzpostavil nadzor v regiji. Oslabljeni Normani si niso nikoli v celoti opomogli v zahodnem Walesu. Princesa Gwenllian je ena izmed najbolj znanih žrtev.  Leta 1138 je grofija Pembrokeshire postala območje palatinat (območje, ki mu je vladal dedni plemič s posebnim pooblastilom in je bilo neodvisno od preostalega kraljestva ali imperija).
Okrožje je že dolgo razdeljeno med angleško govoreči jug (znan kot Mala Anglija v Walesu) in zgodovinsko bolj valižansko govoreči sever vzdolž razumno ostre jezikovne meje (glej zemljevid), imenovane Landsker Line.
Rhys ap Gruffydd, Gwenllianin sin, je ponovno vzpostavil valižanski nadzor nad večino grofije in zagrozil, da bo zavzel celoten Pembrokeshire, a je leta 1197 umrl. Med letoma 1216 in 1240 je Llywelynu Velikemu je skoraj uspelo zavzeti regijo Pembroke, saj je bil Deheubarth razdeljen zaradi dinastičnega maščevanja.
Leta 1457 se je v gradu Pembroke rodil Henrik Tudor. Čez 28 let je bil z vojsko nedaleč od svojega rojstnega kraja, zbral vojsko, korakal po Walesu v Bosworth Field v Leicestershiru in premagal večjo vojsko Riharda III. v bitki na Bosworthskem polju. Kot Henrik VII. je ustanovil dinastijo Tudor, ki je uspešno vladala Angliji do leta 1603.
Zakon v Walesu iz leta 1535 je razdelil grofije na okraje z lastnim sodiščem (hundred), ki so z nekaj spremembami sledili mejam cantrefov s starodavno pristojnostjo pred normansko osvojitvijo. Leta 1536 so bili hundred (v smeri urnega kazalca od severovzhoda): Cilgerran Hundred ali Kilgerran, Cemais ali Kemes, Dewisland ali Dewsland, Roose Hundred, Castlemartin Hundred, Narberth Hundred in Dungleddy (Daugleddau). Na spletnih straneh GENUKI je za Pembrokeshire naveden seznam župnij vsakega okraja hundred.
V prvi angleški državljanski vojni (1642–1646) je grofija močno podpirala parlamentarce (Roundheads), kar je bilo v  nasprotju s preostalim Walesom, ki je neomajno podpiral rojaliste (Cavalier). Kljub temu je incident v Pembrokeshiru sprožil drugo angleško državljansko vojno, ko so se uprle parlamentarne lokalne enote vojske novega vzorca (New Model Army). Oliver Cromwell je julija 1648 premagal vstajo pri obleganju Pembroka . Leta 1649 se je začela Cromwellova osvojitev Irske, ko so njegove sile odplule iz Milforda Havna.
V Pembrokeshiru so bile velike vojaške dejavnosti, od državljanske vojne do hladne vojne z na primer vojaškimi vajami v hribovju Preseli in na številnih nekdanjih vojaških letališčih. Med drugo svetovno vojno so bili vojaški in industrijski objekti v okrožju večkrat bombardirani.
Ob obalah je veliko znanih razbitin. Okrožje ima šest reševalnih obalnih postaj, od katerih je bila prva ustanovljena že leta 1822.

## Lokalna uprava
Po zakonu o lokalni upravi iz leta 1888 je bil izvoljen svet okrožja, ki je prevzel naloge sodišča quarter session, ki je bil tako kot upravno okrožje odpravljen v skladu z zakonom o lokalni samoupravi iz leta 1972. Po novem je imel Pembrokeshire dve okrožji novega okrožja Dyfed: Južni Pembrokeshire in Preseli. Leta 1996 je v skladu z lokalno vlado (Wales) po zakonu iz 1994 okrožje Dyfed razpadlo na sestavne dele in Pembrokeshire je od takrat enoten organ.
Je 80 lokalnih skupnosti (naslednic civilnih župnij), ki imajo svoje svete.

## Promet

### Ceste
Pembrokeshire nima avtocest. Najbližja avtocesta v okrožju je M 4. Konča se v Pont Abrahamu v Carmarthenshiru, 74 km vzhodno od mesta Haverfordwest.
A 40 prečka Pembrokeshire od meje s Carmarthenshirom proti zahodu do Haverfordwesta, nato proti severu do Fishguarda. Cesto v glavnem uporabljajo turisti in vodi od trajektnega pristanišča v Fishguardu.
Pomembnejše ceste so še A 477, ki poteka od St. Clearsa do Pembroke Docka, na mostu Cleddau je A 477, ki povezuje južni in severni Pembrokeshire čez estuarij Cleddau, A 478 prečka vzhodni Pembrokeshire iz Tenbyja do Cardigana.

### Železnice in trajekt
West Wales je krak železniške proge, ki se konča v Pembroke Docku in Milford Havnu. Tu je še krak Fishguard, ki ima povezavo s trajektom Rosslare Europort do Irske in iz nje v Fishguard Harbour. So tudi trajekti v Rosslare in Cork iz Pembroka. Sezonski trajekti vozijo iz Tenbyja do otoka Caldey, iz St. Justiniansa, St. Davidsa do otokov Ramsey in Grassholm in iz Haven Martina na otok Skomer.

## Gospodarstvo

### Kmetijstvo
Do 12. stoletja je bil velik del Pembrokeshira pokrit z gozdovi. Prostor v nižinah na jugu so zasedli anglo-flamski kolonizatorji. Razvoj je bil tolikšen, da je v 16. stoletju v okrožju primanjkovalo lesa. Malo je znano o srednjeveških načinih kmetovanja, vendar je bilo le malo njiv stalno obdelanih. Do 18. stoletja je bilo veliko starih sistemov na prostem zaprtih in velik del zemljišč spremenjen v pašnike.
Kelly's Directory iz leta 1910 navaja za kmetijstvo Pembrokeshira: 57.343 akrov njiv (skoraj polovica oves in četrtina ječmen), 37.535 akrov trave in detelje in 213.387 akrov trajnih pašnikov (od tega tretjina za seno). 128.865 akrov je bilo hribov ali resave, ki se je uporabljala za pašo, 10.000 akrov gozdov. Živina: 17.810 konj, 92.386 govedi, 157.973 ovc in 31.673 prašičev. Bilo je 5981 kmetijskih gospodarstev, več kot polovica velika med 5 in 50 arov.  
Pembrokeshire je imel cvetočo industrijo volne. Še vedno delata volnena mlina na Solvu in Tregwyntu. 
Blago podnebje omogoča, da so pridelki, kot je nov krompir (ima zaščiteno geografsko poreklo v skladu z evropsko zakonodajo ), pogosto v britanskih trgovinah prej kot iz drugih delov Združenega kraljestva. Druge glavne poljščine so oljna ogrščica, pšenica in ječmen, medtem ko so glavne nepoljedelske dejavnosti mlekarstvo, pridobivanje govejega mesa in ovčereja.
Okrožje je dalo ime ovčarskemu valižanskemu psu pembroke corgi (Pembroke Welsh Corgi), katerega rod se lahko izsledi do 12. stoletja , ki pa je bil v letu 2015 določen kot "ranljiva" pasma. 

### Ribištvo
Ker ima Pembrokeshire veliko obale ali plimskih ustij rek, je ribolov pomembna gospodarska panoga že od 16. stoletja s številnimi pristanišči in vasmi, ki so bili odvisni od industrije, preden je upadla.  Nekdanja velika ribolovna industrija okoli Milford Havna je zdaj močno zmanjšana, čeprav je omejen komercialni ribolov še vedno zanimiv. Ribji teden je vsakoletni dogodek. Leta 2014 je na primer privabil 31.000 obiskovalcev in ustvaril 3 milijone £ prihodkov za lokalno gospodarstvo. 

### Rudarstvo
Obdelava skrilavca iz kamnin je bila pomembna industrija v 19. in v začetku 20. stoletja na približno 100 lokacijah po vsem okrožju. Več kot 50 rudnikov premoga je bilo med 14. in 20. stoletjem, zadnji v Kilgettyju, ki je bil zaprt leta 1950. 

### Nafta in plin
Obrežja ob plovni poti v Milford Haven obvladuje naftna in plinska industrija z dvema rafinerijama nafte, dvema velikima terminaloma (LNG) utekočinjenega zemeljskega plina in novo 2000-megavatno plinsko elektrarno Pembroke v gradnji (namesto elektrarne na kurilno olje, ki je bila zaprta leta 1997 in porušena leta 2000).
Terminali za utekočinjeni zemeljski plin na severni strani reke zunaj Milford Havna so bili  končani in odprti leta 2008. Končan, vendar sporen plinovod poteka po podeželju in povezuje Milford Haven in Tilbury v Gloucestershiru.

### Obnovljivi viri
Uprava Obalnega narodnega parka Pembrokeshire je opredelila številna območja, na katerih lahko uporabljajo obnovljive vire energije. 
Po več letih načrtovanja, po študijah vplivov na okolje so leta 2011 začeli delati prvo podvodno turbino od treh, ki je bila nameščena v Ramsey Soundu decembra 2015. 
Skupni vpliv enojnih in skupinskih vetrnih turbin vzbuja polemike in je bila celovito pregledana leta 2013. 

### Turizem
Leta 2010 je okrožje obiskalo 4,2 milijona turistov, ki so ostali tu v povprečju 3,3 dneva. Leta 2010 je bilo v lokalno gospodarstvo vloženih 544 milijonov £, ki jih prinesel turizem. V turizmu je 16.300 delovnih mest. 
Veliko plaž je dobilo mednarodno nagrado modra zastava (11 leta 2015), 12 nagrado zelena obala in 19 nagrado morska obala leta 2015. 
Leta 2011 so po glasovanju pri reviji National Geographic Traveller obale Pembrokeshira druge najboljše na svetu. Leta 2015  je bil Obalni narodni park Pembrokeshire uvrščen med prvih pet parkov na svetu po mnenju popotniškega pisatelja za Huffington Post.
Številne razbitine ob obali privabljajo potapljače.

## Pomembni ljudje
Henrik Tudor, Henrik VII., se je rodil v Pembrokeshiru.
Generalpodpolkovnik sir Thomas Picton GCB, rojen v Haverfordwestu, je bil najvišji častnik, ki je umrl v bitki pri Waterlooju.
Jemima Nicholas, junakinja zadnjega vpada Britancev leta 1797, je bila iz Fishguarda.
Umetnika, sorojenca Gwen in Augustus John, sta bila rojena v Pembrokeshiru. Graham Sutherland je slikal v tridesetih letih, ko je dobil navdih v pokrajini.
Romanopiska Sarah Waters se je rodila in odraščala v Pembrokeshiru.

## Zastava
Zastava ima rumen križ na modrem polju. V središču križa je zelen pentagon, razdeljen na četrtine, v katerih je izmenično rdeča in bela tudorska vrtnica. 

## Zanimivosti

### Geografske
- otoki: Caldey, Grassholm, Ramsey, Skomer, Skokholm
- otok
- Pembrokeshirska obalna pot, pohodna pot na dolge razdalje
- hribovje Preseli
- Stackpole Estate
- Bosherston in Sveti Govans

### Za obiskovalce
- Vodni park Blue Lagoon, Canaston Bridge
- Castell Henllys, obnovljena železnodobna trdnjava, Newport
- park in živalski vrt Folly Farm, Begelly
- park prostoživečih živali Manor House, Tenby
- tematski park Oakwood, Narberth
- muzej motorjev, Haverfordwest
- reševalna postaja Tenby
- gledališče Torch, Milford Haven

### Zgodovinski kraji
- gradovi: Amroth, Carew, Cilgerran, Cresswell, Haverfordwest, Llawhaden, Manorbier, Pembroke, Picton, Wiston in Narberth
- Big House, Landshipping
- Penrhos Cottage
- Pentre Ifan
- Stolnica v St. David'su
- rt St. David's
- svetilnik na rtu Strumble

### Plaže
- zaliv Barafundle
- Broad Haven
- Broad Haven jug (blizu Bosherstona)
- Little Haven (južno od Broad Havna)
- Freshwater East
- Freshwater West
- Marloes
- Newgale
- Newport
- Poppit Sands (blizu Cardigana, Ceredigion)
- Saundersfoot
- Tenby, severna obala
- Tenby, južna obala
- Whitesands Bay